# Flatosoma
Flatosoma är ett släkte av insekter. Flatosoma ingår i familjen Flatidae.
Kladogram enligt Catalogue of Life:
| Flatosoma | \| \| Flatosoma diastola \| \| \| \| \| \| Flatosoma signoreti \| \| \| \| |
|           | \| \| Flatosoma diastola \| \| \| \| \| \| Flatosoma signoreti \| \| \| \| |
|           | Flatosoma diastola                                                         |
|           |                                                                            |
|           | Flatosoma signoreti                                                        |
|           |                                                                            |